# Библисхајм
Библисхајм (фр. Biblisheim) насеље је и општина у источној Француској у региону Алзас, у департману Доња Рајна која припада префектури Висембург.
По подацима из 2011. године у општини је живело 337 становника, а густина насељености је износила 150,45 становника/km². Општина се простире на површини од 2,24 km². Налази се на средњој надморској висини од 155 метара (максималној 159 m, а минималној 152 m).

## Демографија
| 1962. | 1968. | 1975. | 1982. | 1990. | 1999. | 2011. |
| ----- | ----- | ----- | ----- | ----- | ----- | ----- |
| 230   | 242   | 252   | 244   | 339   | 372   | 337   |

График промене броја становника у току последњих година